# Brachyiulus lusitanus
Brachyiulus lusitanus är en mångfotingart som först beskrevs av Karl Wilhelm Verhoeff 1898.  Brachyiulus lusitanus ingår i släktet Brachyiulus och familjen kejsardubbelfotingar. Inga underarter finns listade i Catalogue of Life.